# Lorenzo Lotto
Lorenzo Lotto (Venecia, hacia 1480 - Loreto, 1556) fue un dibujante, pintor e ilustrador italiano, tradicionalmente enmarcado en la escuela veneciana. Pintó sobre todo retablos, temas religiosos y retratos. Estuvo activo durante el Renacimiento, pero por sus posturas nerviosas y excéntricas y distorsiones, representa una etapa de transición al primer manierismo florentino y romano del siglo XVI.

## Biografía
A lo largo de su vida trabajará en Treviso (1503-1506), las Marcas (1506-1508), en Roma (1508-1510), Bérgamo (1513-1525), en Venecia (1525-1549), Ancona (1549) y finalmente como hermano laico franciscano en Loreto (1549-1556). 

## Aprendizaje
Casi no hay información sobre su aprendizaje. Como veneciano, recibió la influencia de Giovanni Bellini, pues tenía un profundo conocimiento de la pintura veneciana contemporánea; pero Bellini no fue su maestro. Esta influencia es evidente en su pintura La virgen y el niño con San Jerónimo (1506) (Galería Nacional de Escocia, Edimburgo). Pero en sus retratos y su pintura Alegoría del vicio y la virtud (1505) (Galería Nacional de Arte (Washington)) muestra la influencia del naturalismo de Giorgione. Conforme maduró, su estilo fue cambiando, quizás desarrollándose, desde un clasicismo imparcial al estilo de Giorgione, hacia escenas más dramáticas, que recuerdan más a su contemporáneo parmesano, Correggio.

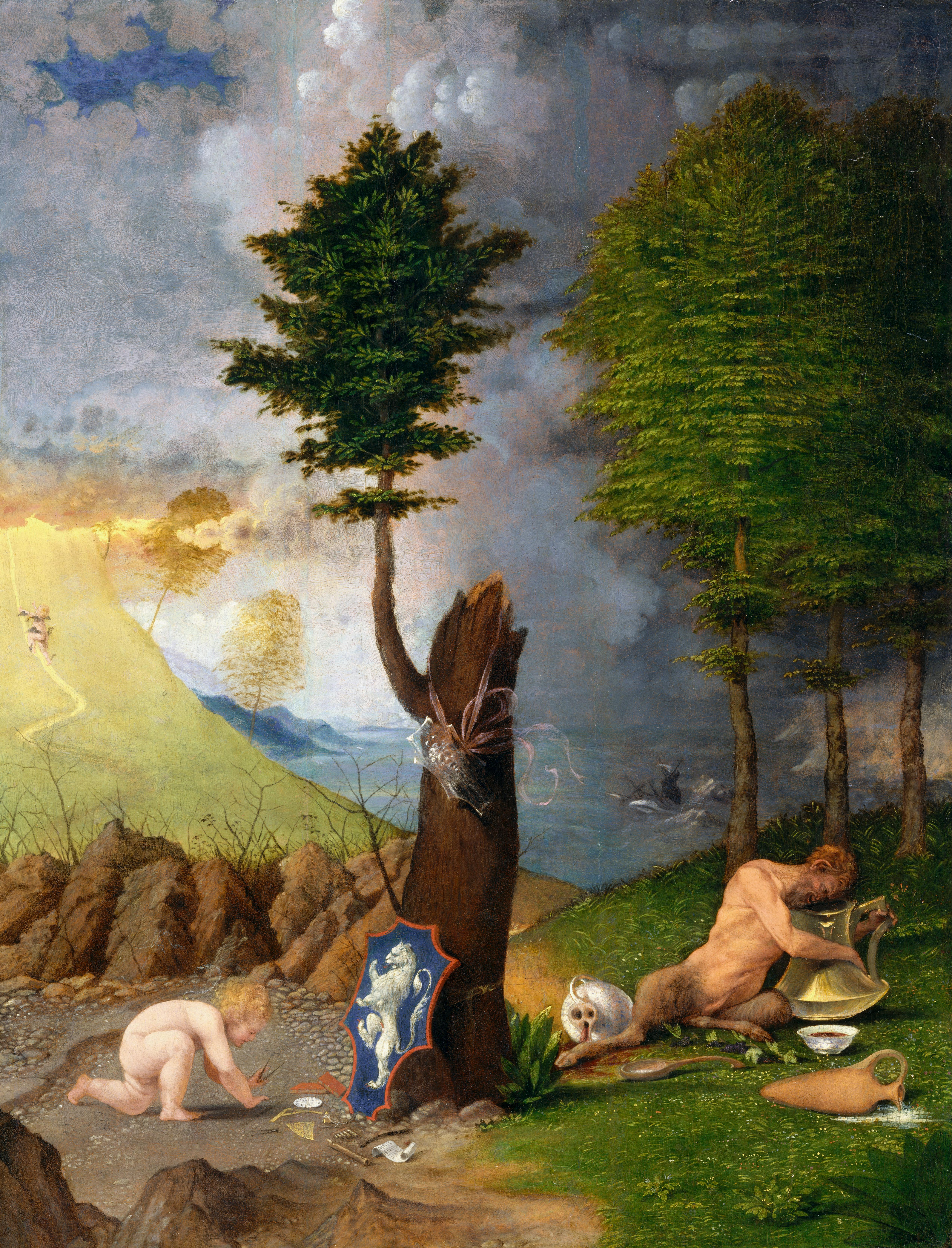
Alegoría del vicio y la virtud, cubierta del retrato del obispo Bernardo de' Rossi, 1505. Óleo sobre tabla, 56,5 x 47,2 cm. Washington D. C., National Gallery of Art.

## Treviso (1503-1506)
Lorenzo Lotto pronto dejó Venecia. La competición hubiera sido demasiado dura para un pintor joven, con nombres establecidos como Giorgione, Palma el Viejo y ciertamente con Tiziano. No obstante, Giorgio Vasari menciona en la tercera parte de su libro Vite que Lotto fue amigo de Palma el Viejo.
En Treviso, una próspera ciudad dentro del dominio de la república de Venecia, tuvo como patrón al obispo Bernardino de Rossi. El cuadro Alegoría de la virtud y el vicio tenía como finalidad ser una cubierta alegórica del retrato (1505; hoy en el Museo e Gallerie Nazionali di Capodimonte, Nápoles) del obispo que había sobrevivido a un intento de asesinato. El cuadro San Jerónimo en el desierto (1500 o 1506) (Louvre, París) muestra su juvenil inexperiencia como dibujante, a pesar de que el dramático paisaje rocoso contraste con la roja prenda del santo. Al mismo tiempo, deja una temprana impresión de su habilidad como miniaturista.
Pintó sus primeros retablos para la iglesia parroquial de Santa Cristina al Tiverone (1505) y el baptisterio de la catedral de Asolo (1506), ambos aún se muestran en esos templos.

## Recanati y las Marcas (1506-1508)
En 1508 empezó el retablo políptico Recanati para la iglesia de Santo Domingo. Este políptico de dos pisos, pintado de manera bastante convencional, consiste en seis paneles. Su retrato Retrato de joven con una lámpara (1508) es una pintura famosa de este período, que se conserva en el Museo de Historia del Arte de Viena. Posiblemente a este período pertenezca una tabla en la que describe el tema apócrifo de San José y los pretendientes de la Virgen, perteneciente a la colección permanente del Museo Thyssen-Bornemisza de Madrid.

## Roma (1509-1512)

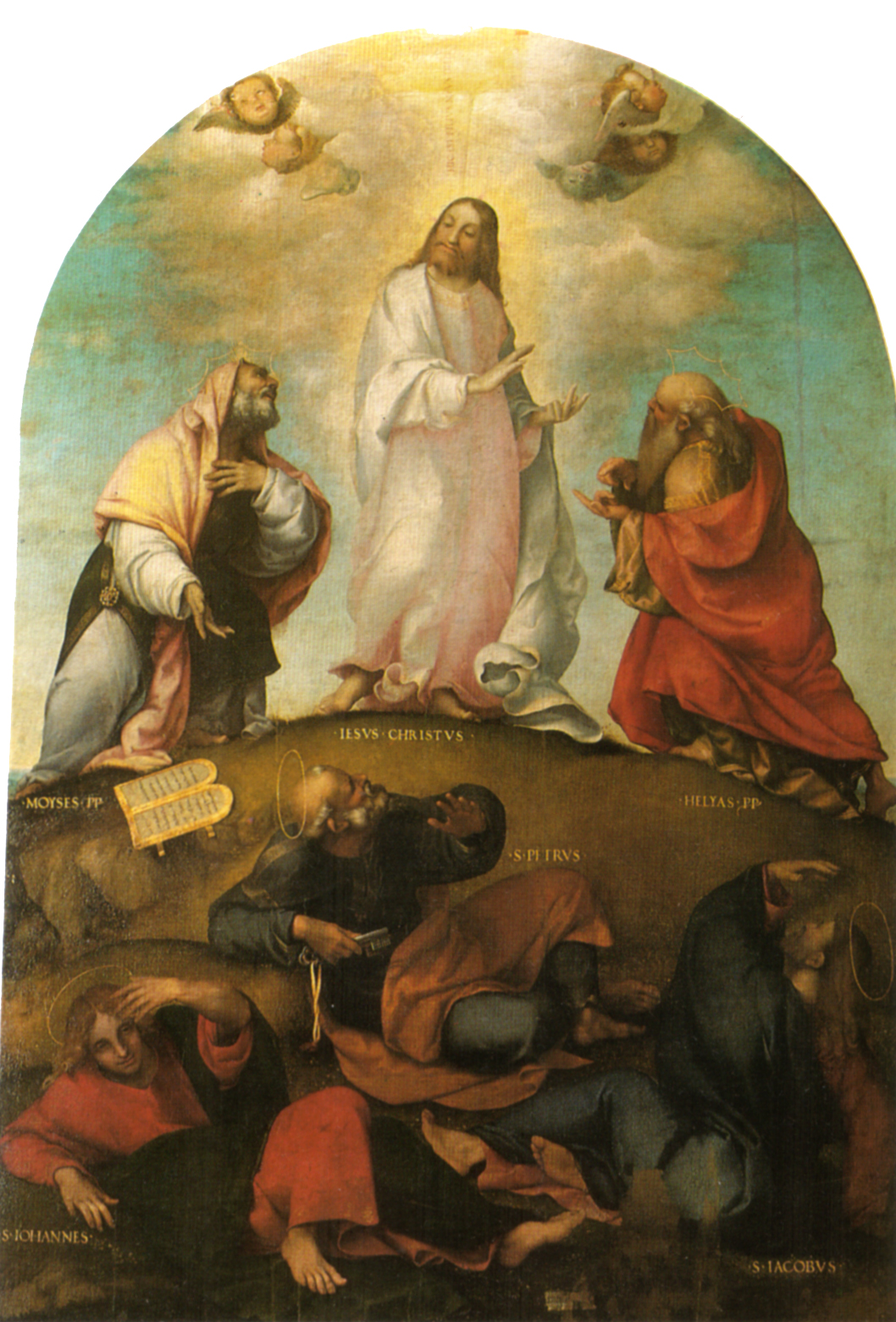
La Transfiguración, 1510-1512.

Tan pronto como se convirtió en un pintor respetado, llamó la atención de Bramante, el arquitecto del Papa, que pasaba por Loreto (un lugar de peregrinación cercano a Recanati). Lorenzo Lotto fue así invitado en 1509 a Roma a decorar los apartamentos papales. No sobrevive nada de su obra, pues fue destruida pocos años después. Esto ocurrió probablemente porque había imitado el estilo de Rafael, una figura ascendente en la corte papal. Había hecho esto antes en la Transfiguración del políptico de Recanati.
En 1511 trabajaba para la fraternidad del Buen Jesús en Jesi, pintando un Sepulcro (Pïn. Civ., Jesi). Poco después, pintaba retablos en Recanati, una Transfiguración (1512 ?) (hoy en la Pinacoteca Comunale, Recanati) y un fresco, San Vicente Ferrer para la iglesia de Santo Domingo.

## Bérgamo (1513-1525)
Su obra en Bérgamo, la ciudad más occidental de la república veneciana, y las regiones que la rodeaban, demostró que era su período artístico mejor y más productivo. Recibió muchos encargos de ricos mercaderes, profesionales bien educados y aristócratas locales. Desarrolló el concepto del retrato psicológico, revelando los pensamientos y emociones de sus personajes. En esto continuaba la tradición comenzada por Antonello da Messina. Un buen ejemplo es su Retrato de un joven con un libro (hoy en la Galería de la Academia de Venecia).

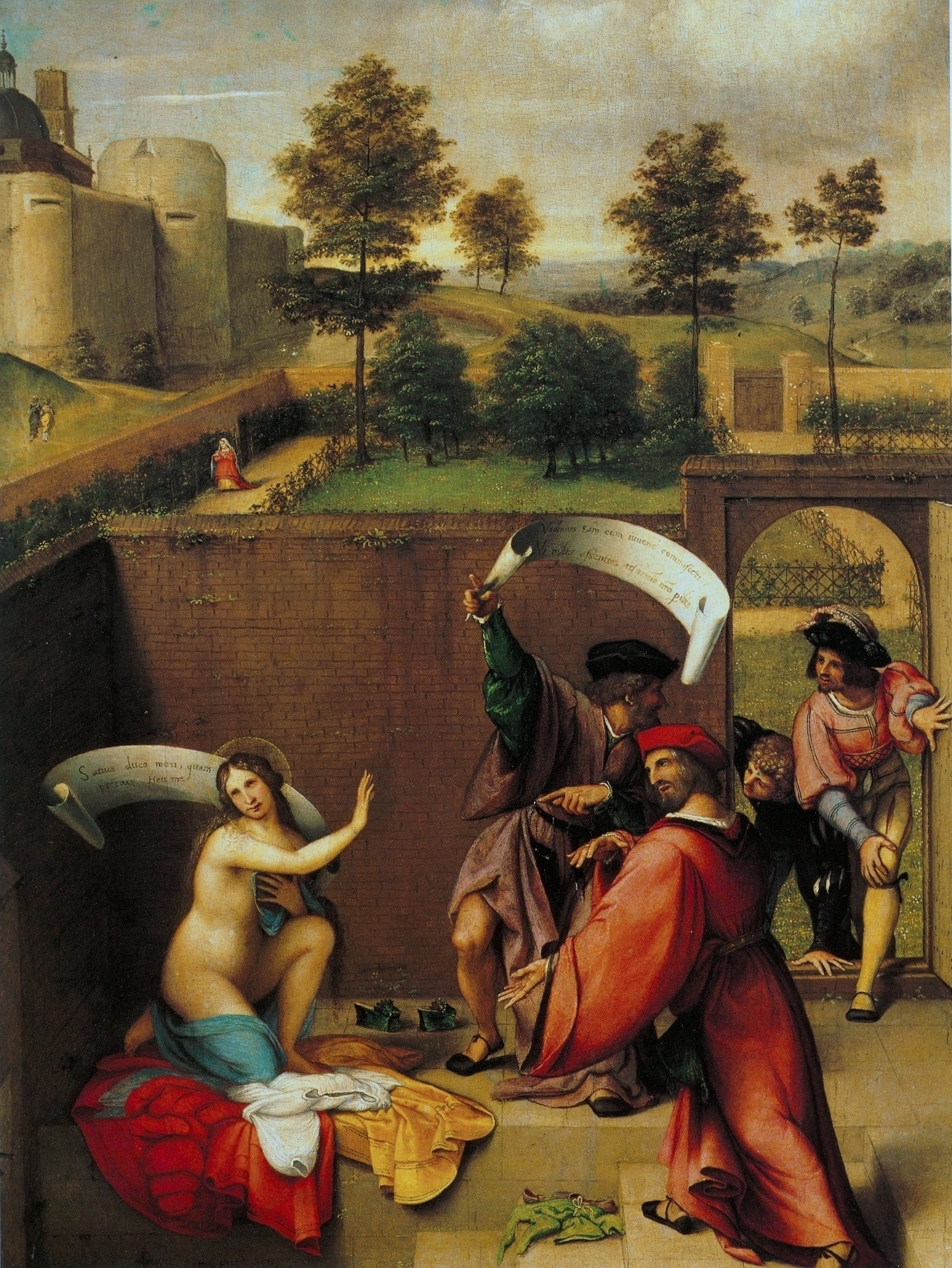
Susana y los viejos, 1517. Óleo sobre tabla, 66 x 50 cm, Florencia, Galleria degli Uffizi.

Comenzó en 1513 un retablo monumental, la Pala Martinengo en la iglesia de los dominicos de San esteban de Bérgamo. Este retablo fue encargado por el conde Alessandro Martinengo-Colleoni, nieto del famoso condotiero Bartolomeo Colleoni. Se acabaría en 1516. Este retablo muestra la influencia de Bramante y Giorgione. Devino en protagonista de la cultura pictórica bergamasca, pintando intensamente: de 1517 es Susana y los viejos, ahora en los Uffizi, y de 1521 El adiós de Cristo a la Madre, en el que abre la arquitectura a la luz de un amplio jardín reclamado por el patetismo expresivo y popular de las estatuas de Gaudenzio Ferrari en el Sacro Monte di Varallo. Decoró las iglesias de San Bernardino y San Alejandro en Colonna con frescos y pinturas al temple. Acabaría cinco retablos más entre 1521 y 1523, como el Retablo de Ponteranica: una serie de óleos de seis paneles realizada  en 1522, por encargo de la Scuola del Corpo di Cristo para la iglesia parroquial de San Vincenzo e Sant'Alessandro de Ponteranica, donde aún se conserva. Destaca en esta época el cuadro Los desposorios místicos de santa Catalina (1523), óleo sobre lienzo que actualmente se encuentra en la Accademia Carrara de Bérgamo. 
En 1523 marchó para una breve estancia en las Marcas, donde recibió varios encargos de retablos. Los pintaría durante su estancia en Venecia.

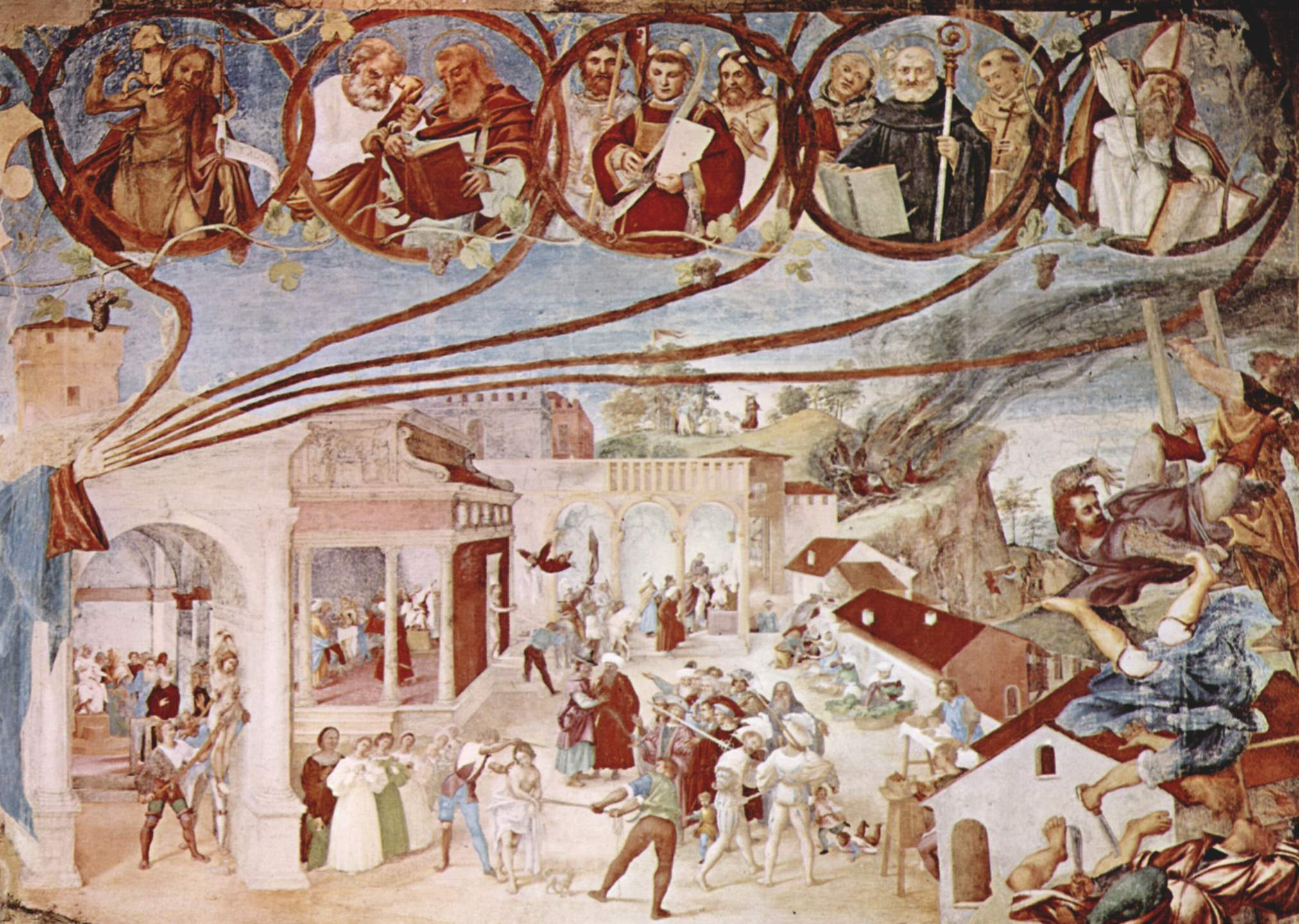
Martirio de Santa Clara.

Sus siguientes pinturas fueron en su mayoría murales. En 1524 pintó una serie de frescos con las vidas de santos (tales como Santa Clara) en la capilla Suardi en Trescore (cerca de Bérgamo). En los detalles representa escenas de cada vida, como en el fresco Martirio de Santa Clara. En el mismo fresco retrata a Cristo con viñas brotando de sus manos, ilustrando las palabras del Nuevo Testamento: "Soy la vid, vosotros las ramas" (Juan 15-5).
En 1524 también pintó los esbozos para historias del Antiguo Testamento como modelos para el coro en Santa María la Mayor en Bérgamo.
Más de veinte pinturas privadas datan del mismo período. Son en su mayoría temas religiosos y píos, como Madonnas o una Deposición, usadas para rezar en casa. Están pintadas a la manera clásica, pero Lotto le añade un toque personal a estas intensas emociones. Usando poses contrastadas y movimientos opuestos, rompe la tradicional simetría de la Virgen rodeada de ángeles y santos.

## Venecia (1525-1532)

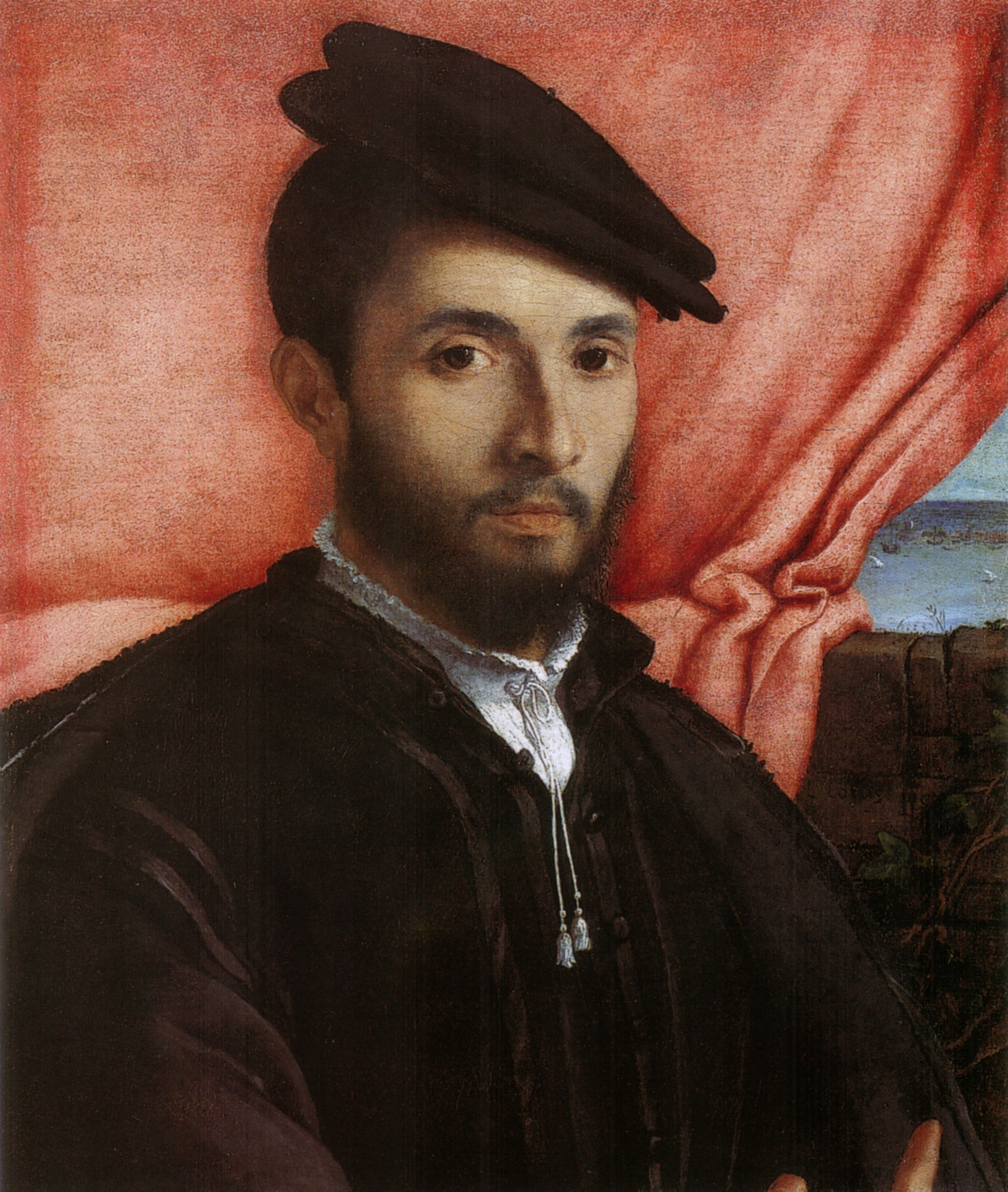
Retrato de joven con cortina roja, hacia 1526. Óleo sobre lienzo, 47,5 x 37,5 cm. Berlín. Staatliche Museen, Gemäldegalerie.

Lorenzo Lotto estuvo primero en el monasterio dominico de los Santos Juan y Pablo. Después de unos meses, tuvo que abandonarlo por entrar en conflicto con fray Damiano Zambelli, también artista. Para poder cumplir con los numerosos encargos, fundó un taller. Envió cinco retablos a las iglesias de las Marcas y otra para la iglesia de Santa María Assunta en Celano, cerca de Bérgamo. Otro retablo era para la iglesia veneciana de Santa María dei Carmini, retratando a San Nicolás de Bari en su gloria.
Al ser Venecia una ciudad de gran riqueza y poder, recibió muchos encargos para pinturas privadas, incluyendo diez retratos, entre ellos Retrato de un joven (Gemäldegalerie, Berlín) o Retrato de un gentilhombre en su estudio (Galerías de la Academia). Su retrato de Andrea Odoni (Royal Art Collection, Hampton Court) (1527) más tarde influiría en el retrato de Jacopo Strada de Tiziano (1568) (Museo de la Historia del Arte de Viena). Pero en Venecia quedaba oscurecido por su rival Tiziano, que dominaba la escena artística. Lorenzo Lotto abandonó Venecia en 1532 para regresar a Treviso.

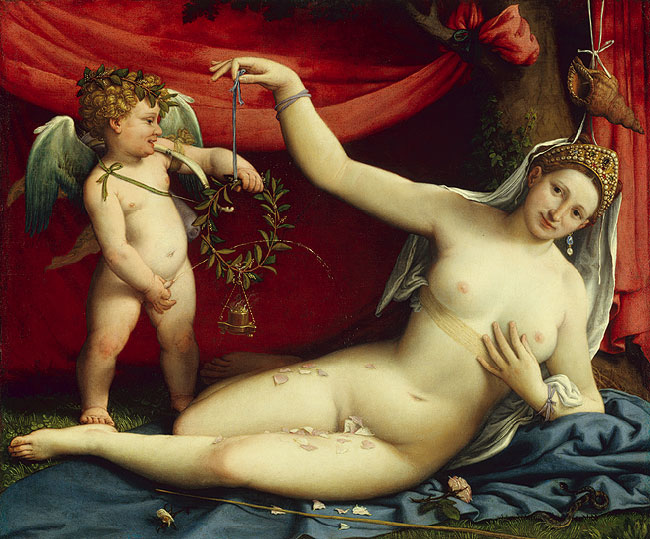
Venus y Cupido, 1530.

## Venecia, el Véneto, las Marcas (1532-1556)
En la última época de su vida, Lorenzo Lotto se movería de ciudad en ciudad, en busca de patrones y encargos. En 1532 marchó a Treviso. Después pasó unos siete años en las Marcas (Ancona, Macerata en Jesi), regresando a Venecia en 1540. Se trasladó de nuevo a Treviso en 1542 y de nuevo a Venecia en 1545. Finalmente volvió a Ancona en 1549.
Fue un período productivo de su vida, durante el cual pintó varios retablos y retratos:

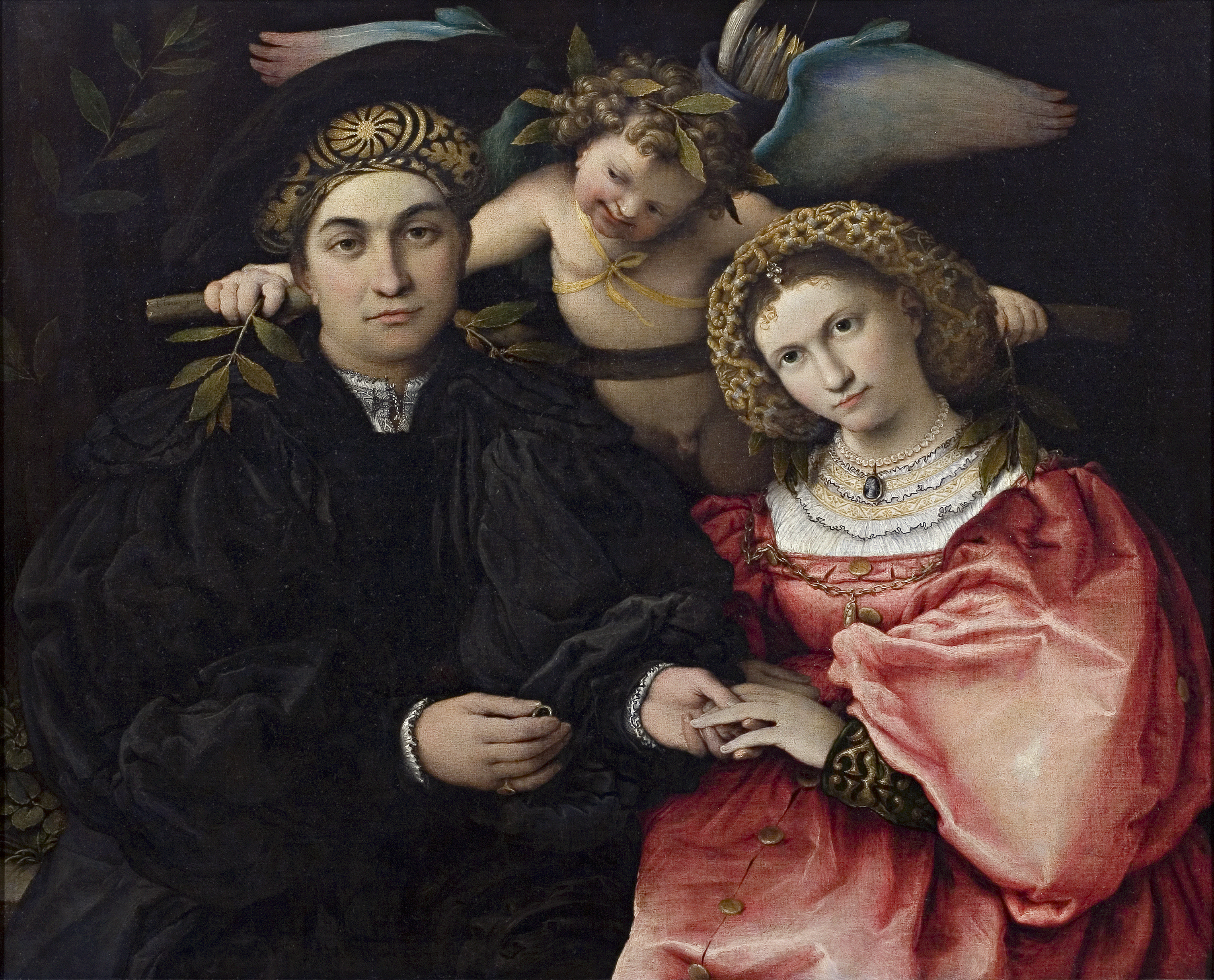
Micer Marsilio Cassotti y su esposa Faustina, 1523. Óleo sobre lienzo, 71 x 84 cm. Madrid, Museo del Prado.

- Retrato de Micer Marsilio Cassotti y su esposa Faustina, 1523, Madrid, Museo del Prado.[4]
- Santa Lucía ante los jueces, 1532, Jesi, Pinacoteca comunal.
- El Niño Jesús dormido con la Virgen, San José y Santa Catalina de Alejandría, 1533, Bérgamo, Accademia Carrara.
- Retrato de Lucrezia Valier, 1533, National Gallery, Londres.
- Sagrada familia con los Santos Jerónimo, Ana y Joaquín, 1534, Florencia, Uffizi.
- Sagrada Familia, h. 1537, París, Louvre.
- Retrato de un joven, Florencia, Uffizi.
- Crucifixión, Monte San Giusto, Iglesia de Sta. M.ª en Telusiano.
- Virgen del Rosario, 1539, Cingoli, Iglesia de San Nicolò.
- Retrato de un hombre, 1541, Ottawa, Galería Nacional de Canadá.
- Busto de un hombre con barba, 1541, atribuido, San Francisco, Museo de Bellas Artes.
- Las limosnas de san Antonio, 1542, Venecia, Basílica de San Juan y San Pablo.
- San Jerónimo penitente, 1546, Madrid, Museo del Prado.[5]
- La Virgen con cuatro santos, 1546, Venecia, Iglesia de San Giacomo dell’Orio.
- Retrato de fray Gregorio Belo de Vicenza, 1548, Nueva York, Metropolitan Museum.
- Asunción, 1550, Ancona, iglesia de San Francisco alle Scale.
- El ballestero, 1551, Roma, Pinacoteca Capitolina.
- Retrato de anciano, atribuido, hacia 1552, San Petersburgo, Hermitage.
- Presentación en el Templo, 1555, Loreto, Palacio Apostólico.
- Autorretrato (?), sf. Museo Thyssen-Bornemisza, Madrid.[6]

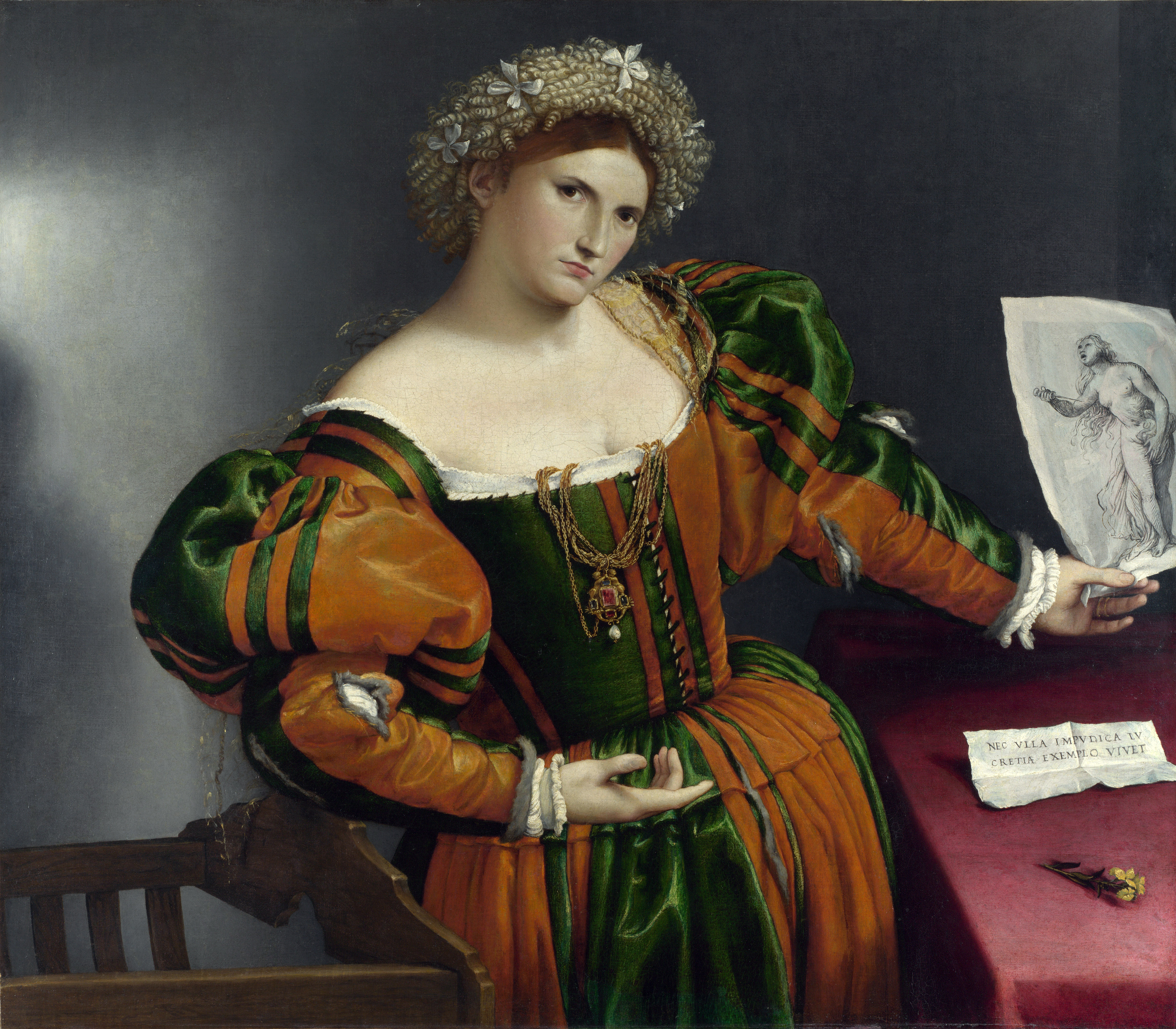
Retrato de mujer inspirada en Lucrecia, h. 1530-1533. Óleo sobre lienzo 91,5 x 105,6 cm. Londres, The National Gallery.

Al final de su vida, le resultó cada vez más difícil seguir manteniéndose. Más aún, en 1550 una de sus obras fue subastada sin éxito en Ancona. Como señala en su cuaderno de notas, esto le supuso una honda desilusión. Como siempre fue un hombre muy religioso, entró en 1552 en el Santuario de Loreto, convirtiéndose en un hermano lego. Durante esa época decoró la basílica de Santa María y pintó una Presentación en el Templo para el Palacio Apostólico de Loreto. Murió en 1556 y fue enterrado, a petición suya, en hábito dominico.
Giorgio Vasari incluyó la biografía de Lotto en el tercer volumen de sus Vite. Lorenzo Lotto mismo dejó muchas cartas y cuadernos de notas detallados (Libro di spese diverse, 1538-1556), que permiten echar un certero vistazo a su vida y obra. Entre los muchos pintores a los que influyó se encuentra Giovanni Busi.

## Fortuna crítica
En vida, Lorenzo Lotto fue un pintor muy respetado y popular en el norte de Italia. Se le incluye tradicionalmente en la escuela veneciana, pero su carrera independiente de hecho lo ubica fuera de esa escena artística. Desde luego, no se le tuvo en tan buen concepto en Venecia como en las otras ciudades en las que trabajó. Después de su muerte, fue olvidado poco a poco. Esto puede atribuirse al hecho de que su obra permanece en iglesias menos conocidas o en museos provinciales. Los mejores museos del mundo poseen sólo un puñado de obras suyas. Gracias al trabajo del historiador del arte Bernard Berenson, fue redescubierto y aclamado como maestro a finales del siglo XIX. Desde entonces, varias monografías y exposiciones se han dedicado a Lorenzo Lotto, como las celebradas en Venecia en 1953 y en la National Gallery of Art de Washington, titulada Lorenzo Lotto: Rediscovered Master of the Renaissance, entre noviembre de 1997 y marzo de 1998 o la del Museo Nacional del Prado, Lorenzo Lotto. Retratos, celebrada en 2018.